# Colonna del Portogallo
Koordinaten: 43° 19′ 41,8″ N, 11° 19′ 24,5″ O

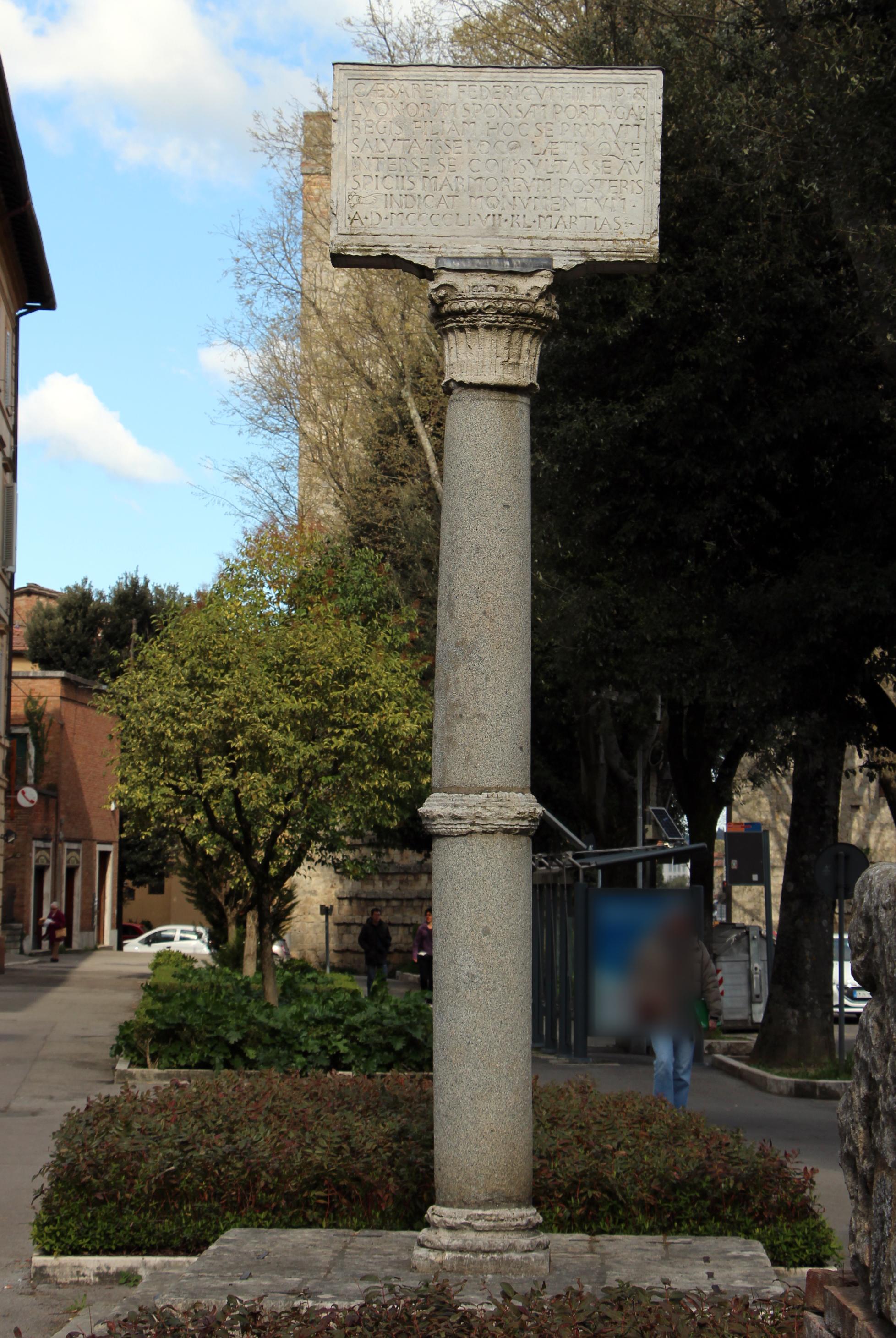
Colonna del Portogallo

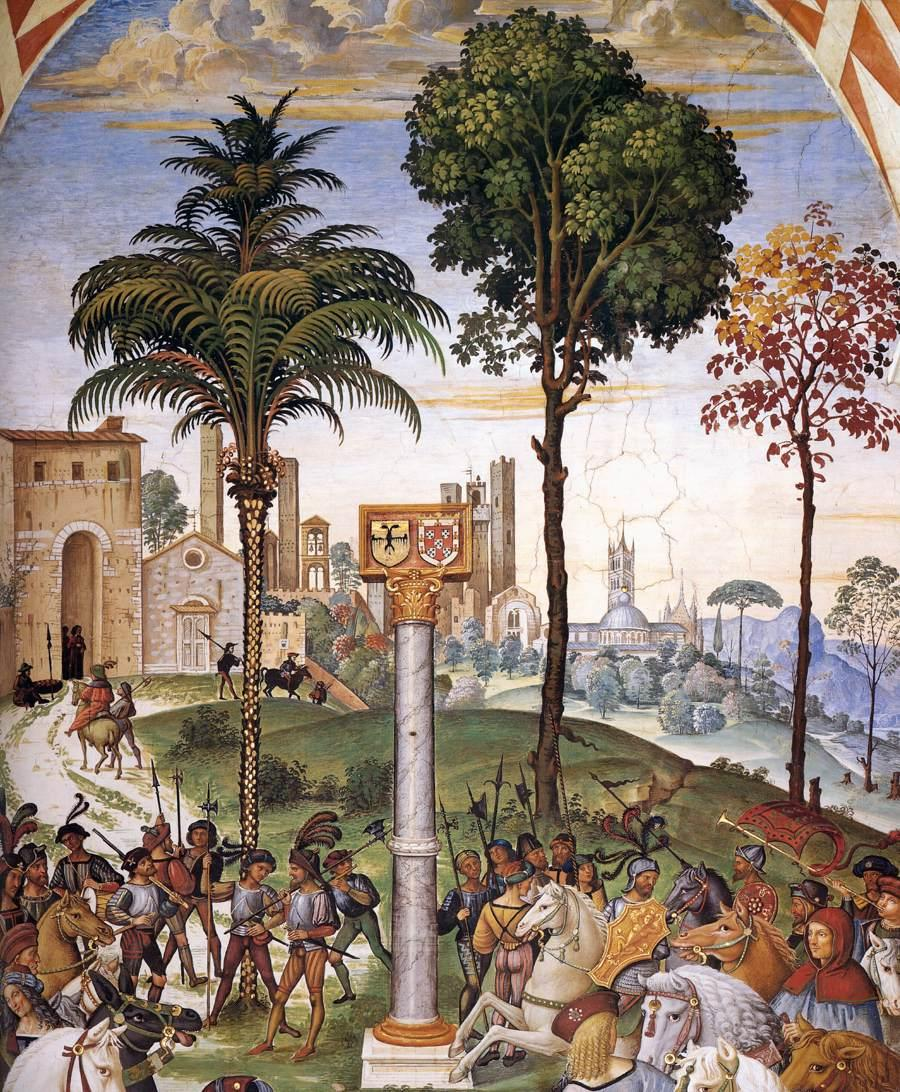
Pinturicchio, Enea Silvio, Erzbischof von Siena, stellt Eleonora von Portugal Kaiser Friedrich III. vor (Detail mit Säule), Piccolomini-Bibliothek

Die Colonna del Portogallo ist ein Denkmal in Siena, das sich in der Viale Vittorio Emanuele II, zwischen Porta Camollia und Antiporto di Camollia befindet.

## Geschichte und Beschreibung
Die Säule erinnert an ein Treffen, das hier am 4. Februar 1452, zwischen Friedrich III. von Habsburg und Eleonora von Portugal, den Eltern von Kaiser Maximilian I, in Begleitung von 400 sienesischen Damen und Anwesenheit des damaligen Erzbischof von Siena Enea Silvio Piccolomini stattfand. Dieses Ereignis machte damals einen großen Eindruck auf die Gesellschaft, dass es auch von Pinturicchio in der Piccolomini-Bibliothek dargestellt wurde.
Die Säule trägt eine Gedenktafel mit dem Wappen des Heiligen Römischen Reiches und dem Königreich Portugal.

## Weitere Bilder

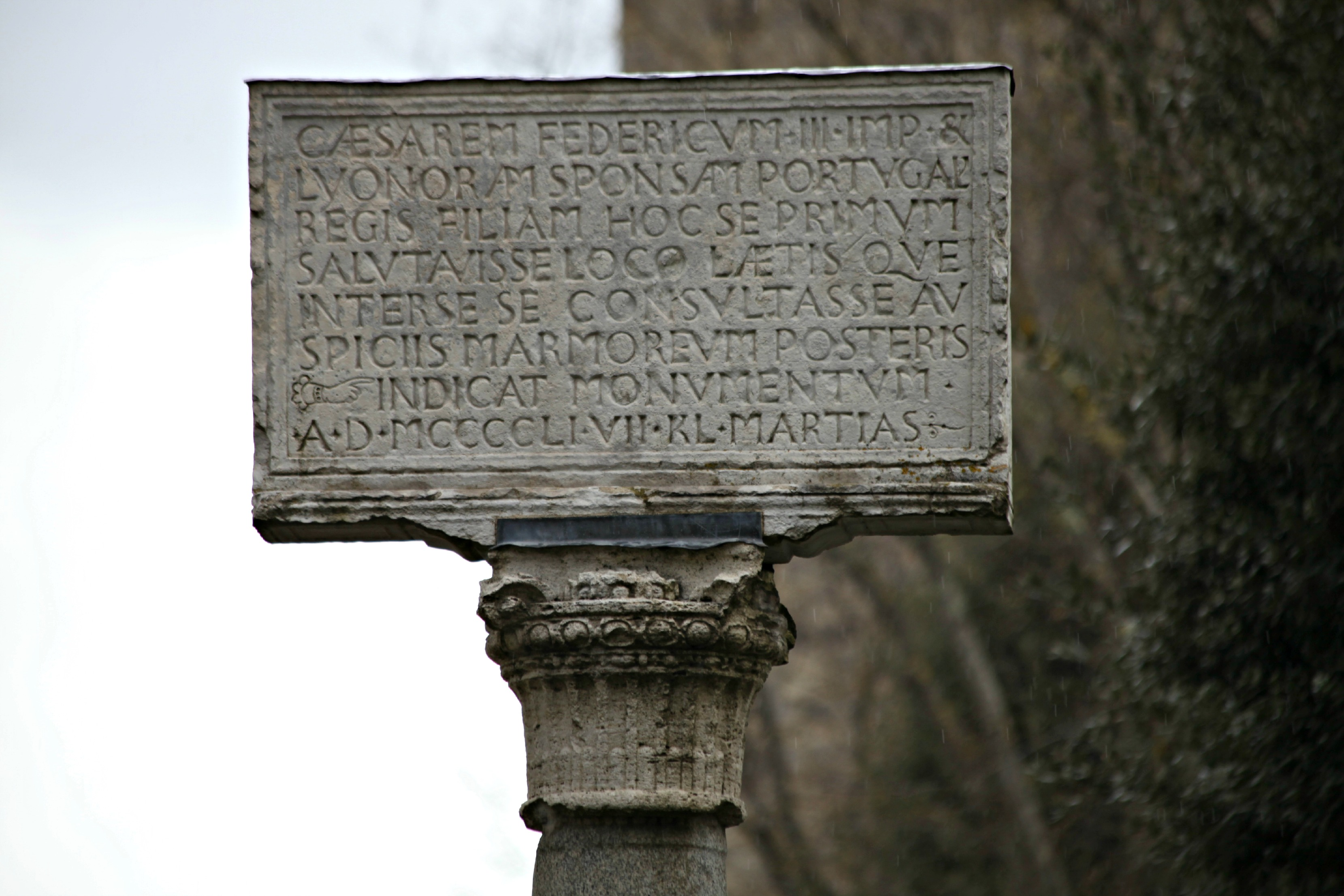
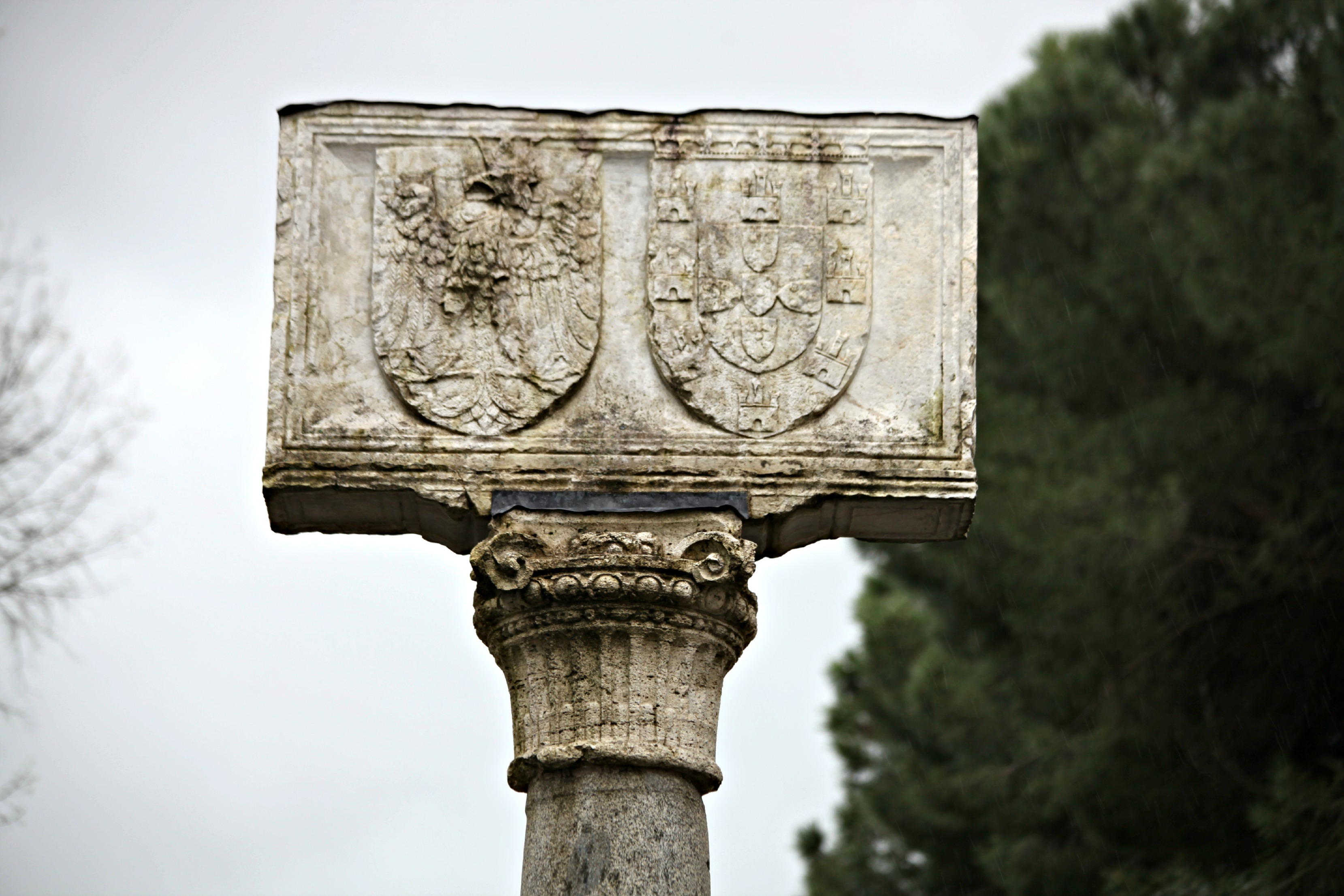
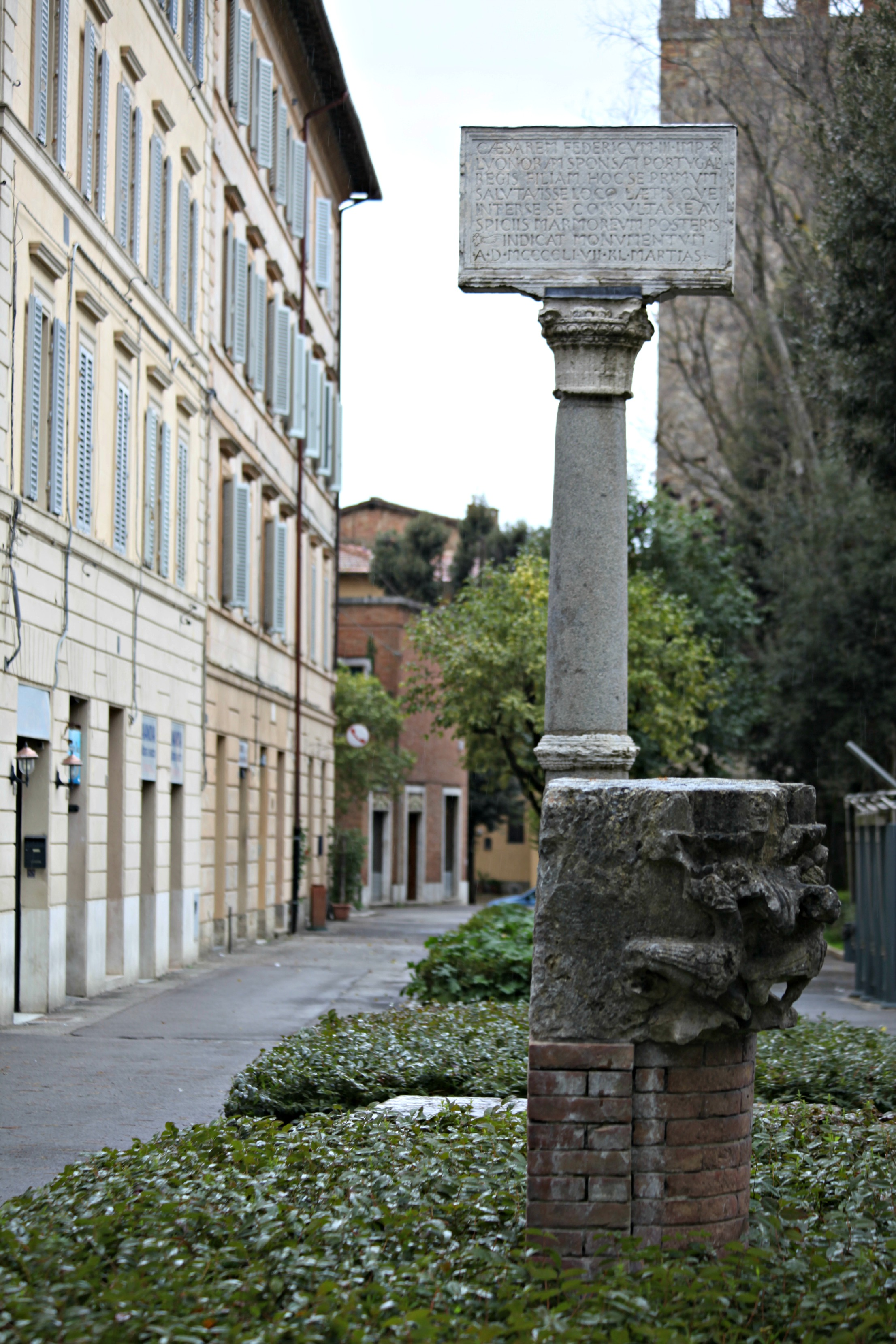